# Diana Fanulli
Diana Fanulli (ur. 25 maja 1968) – australijska judoczka.
Uczestniczka mistrzostw świata w 1989 i 1991, a także igrzysk wspólnoty narodów w 1990. Złota medalistka mistrzostw Oceanii w 1990. Mistrzyni Australii w 1989 i 1991 roku.